# Bruno Gasser

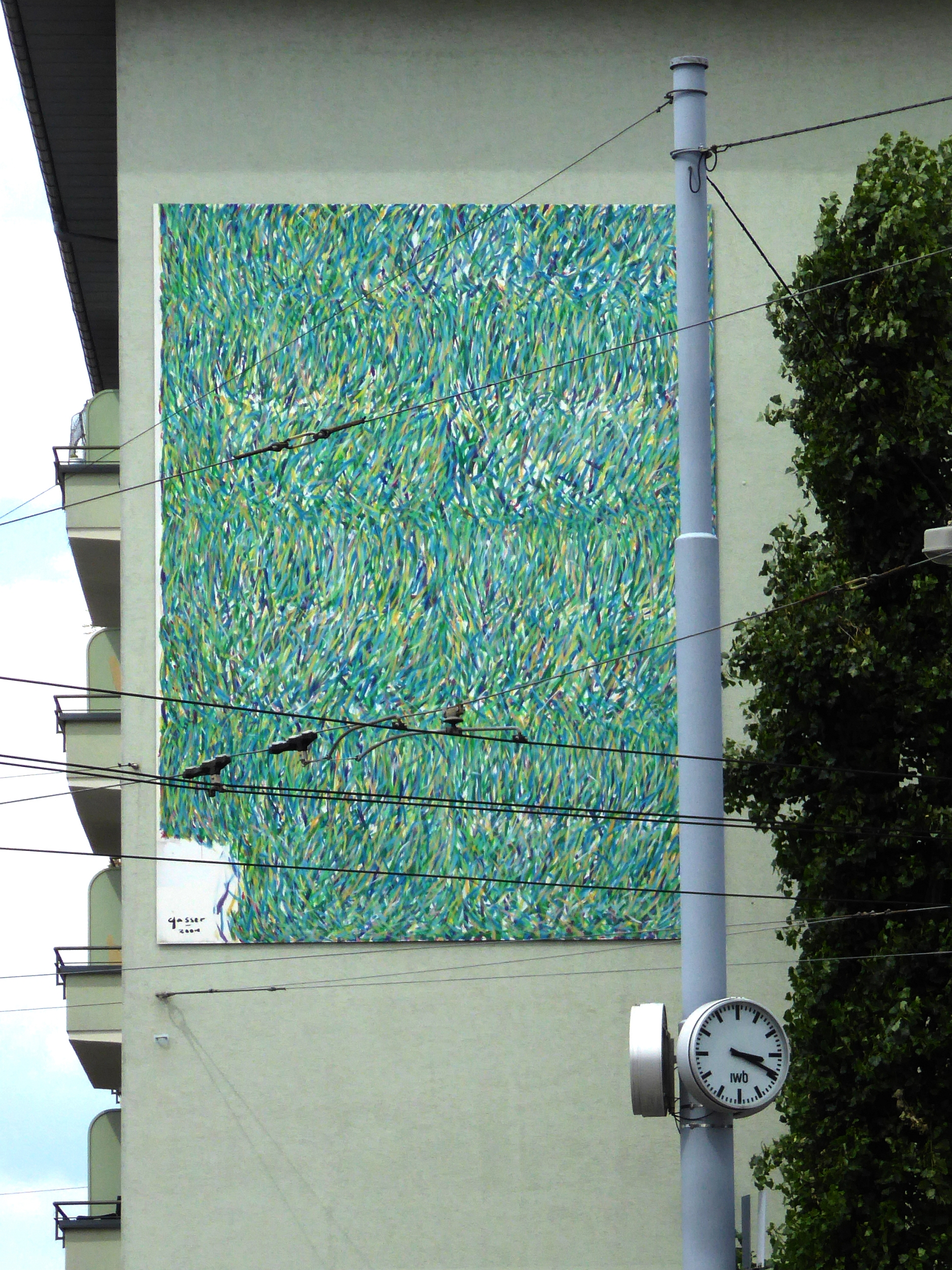
Wandbild Gras 2001. Basel

Bruno Gasser (* 20. Mai 1947 in Winterthur; † 14. September 2010 in Basel) war ein Schweizer Maler, Grafiker, Plastiker und Autor.

## Leben und Werk
Bruno Gasser absolvierte von 1964 bis 1967 eine Lehre zum Bühnenbildner. 1968 bis 1970 besuchte er die Malklasse an der Allgemeinen Gewerbeschule Basel bei Franz Fedier, der sein Schaffen massgeblich beeinflusste. Später belegte er kunstgeschichtliche Kurse an der Universität Basel bei Gottfried Boehm.
In der Folge erhielt Gasser verschiedentlich Kunststipendien, die ihm Auslandsaufenthalte u. a. 1971 an der Kunstakademie Düsseldorf, 1973 an der Cité Internationale des Arts Paris und 1974 ein Designstudium an der Gerrit Rietveld Academie in Amsterdam ermöglichten.
1980 gründete er einen eigenen Verlag und publizierte über befreundete Kunstschaffende sowie Künstlerbücher über die eigene Gedanken- und Ideenwelt. Er realisierte auch Filmdokumentationen über Samuel Buri, Christoph Gloor, Rolf Rappaz und Bernd Völkle.
Gasser engagierte sich als Mitglied im Zentralvorstandes der GSMBA und bei der Herausgabe und Gestaltung der Zeitschrift Schweizer Kunst. Seine Werke stellte er in zahlreichen Gruppen- und Einzelausstellungen aus. Werke von Gasser befinden sich in verschiedenen öffentlichen Sammlungen, wie dem Kunstmuseum Basel und dem Kunsthaus Zürich, und im öffentlichen Raum. Sein Œuvre setzt sich vor allem mit dem Thema Gras auseinander.